# Akumulator sodowo-jonowy
Akumulator sodowo-jonowy – rodzaj akumulatora elektrycznego, w którym jako nośniki ładunku wykorzystywane są jony sodu (Na+). W roku 2009 akumulator był w fazie prac eksperymentalnych, jednak w przyszłości może się on okazać tańszą alternatywą dla obecnie powszechnie stosowanego akumulatora litowo-jonowego. W związku z faktem, że sód jest pierwiastkiem dużo powszechniejszym w naturze niż lit, z którego tworzone są obecnie baterie o najlepszych parametrach, potencjalny rozwój ogniw sodowo-jonowych stwarza możliwości stworzenia technologii tańszej i bardziej opłacalnej niż obecnie stosowane. W przeciwieństwie do akumulatora sodowo-siarkowego, akumulatory sodowo-jonowe można stosować w przenośnej elektronice. Mogą również być używane w temperaturze pokojowej (ok. 25 °C).

## Magazynowanie energii
Tak jak inne rodzaje akumulatorów, baterie sodowo-jonowe magazynują energię w wiązaniach chemicznych anody. Podczas ładowania jony Na+ migrują w kierunku anody. Jednocześnie elektrony równoważące ładunek przechodzą z katody do anody zewnętrznym obwodem elektrycznym. W czasie rozładowania zachodzi proces odwrotny – następuje przepływ elektronów z powrotem z anody do katody, a jony Na+ przenikają z powrotem do katody.
Dotychczas odnotowano napięcie ogniw sodowo-jonowych wynoszące 3,6 V. Jednocześnie akumulatory te wykazały zdolność do utrzymania 115 mAh/g podczas 50 cykli ładowania i rozładowania, co oznacza pojemność równą około 400 Wh/kg. Mimo tego, ogniwa sodowo-jonowe są w dalszym ciągu niezdolne do utrzymania silnego ładunku po wielokrotnym ładowaniu i rozładowaniu. Po 50 cyklach większość akumulatorów sodowo-jonowych zachowuje jedynie 50% pierwotnej pojemności.

### Anoda
Po zastosowaniu NaxC6 jako anody, średnie napięcie na plateau niskiego potencjału było wyższe dla ogniw sodowo-jonowych w porównaniu z ogniwami litowo-jonowymi. Materiały węglowe mogą być otrzymywane z węglowodanów.
Anody z włókien drewnianych pokrytych cyną mogą zastąpić dotychczas stosowane sztywne materiały anodowe, które są zbyt kruche by wytrzymać cykliczne kurczenie się i rozszerzanie materiału na skutek interkalacji i deinterkalacji jonów sodu do struktury krystalicznej związku. Włókna drewniane są wystarczająco elastyczne by wytrzymać nawet ponad 400 cykli ładowania i rozładowania – po przeprowadzeniu setek cykli, struktura drewna pozostała nieuszkodzona. Modele komputerowe pokazują, że powstające na powierzchni drewna nierówności równoważą naprężenia, jakim poddawana jest bateria w czasie ładowania i rozładowania, co zwiększa odporność materiału na cykliczną pracę baterii i pozwala mu wytrzymać nawet setki cykli. Jony sodu przemieszczają się poprzez ścianki włókna drewna i poprzez dyfuzję na powierzchni cyny.
Opracowany został też rodzaj papieru kompozytowego, który może być wykorzystywany jako anoda w akumulatorach sodowo-jonowych.

### Katoda
W katodach ogniw sodowo-jonowych wykorzystuje się mieszane fosforany i ich pochodne.
Na2FePO4F
Testy Na2FePO4F i Li2FePO4F jako materiałów katodowych wykazały, że związek zawierający sód z łatwością zastępuje ten mający w składzie lit w ogniwie typu Li-ion. Połączenie technologii Na-ion i Li-ion mogłoby skutkować obniżeniem całkowitej ceny akumulatora.
Na2/3[Fe1/2Mn1/2]O2
Materiał elektrodowy Na2/3[Fe1/2Mn1/2]O2 typu P2 osiąga odwracalną pojemność rzędu 190 mAh/g w ogniwie sodowo-jonowym, wykorzystując reakcję redoks Fe3+/Fe4+ w temperaturze pokojowej.
Na2FeP2O7
Innym związkiem badanym jako potencjalny materiał katodowy jest Na2FeP2O7 mający strukturę szklistą. Ogniwa z jego użyciem miały napięcie 2,9 V i pojemność 88 mAh/g.
NaV1−xCrxPO4F
Proponowane są też katody zawierające chrom i wanad, dla których zachodzi następująca reakcja:
NaF + (1−x)VPO4 + xCrPO4 → NaV1−xCrxPO4F
Powyższe materiały katodowe zachowują więcej pojemności podczas cyklicznego ładownia i rozładowania. Efekty domieszkowania materiału katodowego za pomocą chromu zostały przeanalizowane pod względem wpływu na strukturę krystaliczną oraz krzywe ładowania i rozładowania. Badania te wykazały, że materiał domieszkowany Cr wykazuje większą stabilność cykli baterii. Początkowa odwracalna pojemność wynosiła 83,3 mAh/g, a sprawność pierwszego cyklu ładowania-rozładowania 90,3%. Retencja odwracalnej pojemności materiału osiągnęła ok. 91,5% po 20 cyklach ładowania i rozładowania.
| Materiały katodowe | Pojemność pierwszego ładowania [mAh/g] | Pojemność pierwszego rozładowania [mAh/g] | Strata pojemności w czasie pierwszego cyklu [mAh/g] | Odwracalna sprawność w pierwszym cyklu [%] | Pojemność rozładowania w 20 cyklu [mAh/g] | Stosunek retencji pojemności po 20 cyklu [%] |
| ------------------ | -------------------------------------- | ----------------------------------------- | --------------------------------------------------- | ------------------------------------------ | ----------------------------------------- | -------------------------------------------- |
| NaV0,92Cr0,08PO4F  | 83,3                                   | 75,2                                      | 8,1                                                 | 90,3                                       | 68,8                                      | 91,4                                         |
| NaV0,96Cr0,04PO4F  | 93,3                                   | 82,6                                      | 10,7                                                | 88,5                                       | 67,9                                      | 82,2                                         |
| NaVPO4F            | 106,9                                  | 87,7                                      | 19,2                                                | 82,0                                       | 64,5                                      | 73,5                                         |